# 東方三博士の礼拝 (ベラスケス)
『東方三博士の礼拝』(とうほうさんはかせのれいはい、西: Adoración de los Reyes Magos、英: The Adoration of the Shepherds) は、バロック期のスペインの巨匠ディエゴ・ベラスケスによる絵画である。ベラスケスは生涯に15点ほどの宗教画しか残していないが、そのうちの約半数が初期のセビーリャ時代に集中しており、本作はそのうちの1点である。1920年頃に行われた修復の際、聖母マリアの足元にある石の側面に年記が発見され、判別しづらかった最後の数字を「９」と読むことで、制作年を1619年とする意見の一致が見られている。現在、マドリードのプラド美術館に所蔵されている。

## 歴史
ベラスケスがマドリードの宮廷に王付き画家として迎えられるのは1623年であるが、本作はその４年前の1619年に故郷のセビーリャで描かれた。最初の記録は、セビーリャのイエズス会に付属していたサン・ルイス修練院にあった1764年頃のものである。実際に本作のサイズと形式は祭壇画として制作されたことを示している。ベラスケスの師であったフランシスコ・パチェーコはイエズス会と密接な関係を持っていたため、その愛弟子で娘婿でもあったベラスケスもイエズス会と深いつながりがあったことは想像に難くない。

## 概要
本作の主題は、マタイによる福音書第２章にある東方三博士の礼拝（マギの礼拝）であり、誕生したばかりの幼子イエスに敬意を表し、贈り物をするために三人の王（マギ）がやってくるという場面である。前景に跪くメルキオール (Melchior)、赤いマントとレースの襟を身に着けて後ろに立つバルタザール (Balthasar)、そして他の二人の間にいるカスパール (Caspar) である。伝統的なこの主題の絵画では、聖母の前には最年長の王カスパールが跪くが、本作では聖母の目の前の鑑賞者に一番近い位置に若い王であるメルキオールがおり、伝統的図像と異なっている。バルタザールの後ろに立っている正体不明の若い男が情景を見ている。聖母の左肩の近くにひざまずいているのは聖ヨセフである。ヨセフの容貌は、『パトモス島の聖ヨハネ』（ロンドン・ナショナル・ギャラリー）の聖ヨハネに似ている。
余計なモティーフを排した画面の中で、右上から左下への対角線上に配置された聖母、幼子イエス、若い王メルキオールはとりわけ目立っているが、中でも白いおくるみを巻かれた幼子イエスは画面左上からの光を浴びて、鑑賞者の注意を引きつける。画面右下に描かれているアザミは、そのイエスの将来の受難を暗示している。
絵画中のモデルは、ベラスケスとその家族を描いたものと考えられる。左手前の若い王はベラスケス自身、聖母は1618年に画家が結婚した妻のフアナ・パチェーコ、幼子イエスは1619年に生まれたばかりの娘のフランチェスカ、そして左端の年老いた王はベラスケスの義父、フランチェスコ・パチェーコとされる。
セビーリャ時代のベラスケスは、身近な人々をモデルとして、正確なデッサンに基づく「ボデゴン」（厨房画）などを描いたが、本作の登場人物たちに見える現実主義的な描写と世俗的な雰囲気は、ベラスケスが宗教画においても写実主義的手法を用いていたことを示している。イエズス会の修練院では、聖なる出来事を今、眼前で起こっているかのように想像し、その現場に身を置いて、五感を用いて実体験することにより霊益を修めることを目指していた。このような宗教的経験は、聖なる物語を現実の出来事であるように表現するベラスケスの現実主義と通底するものである。
なお、美術史家カール・ユスティは、「彩色とキアロスクーロ（明暗法）の偉大な力によって傑出している。」と『東方三博士の礼拝』を賞賛した。